# كولمان دبليو. أفيري
كولمان دبليو. أفيري (بالإنجليزية: Coleman W. Avery)‏ هو محامي وقاضي أمريكي، ولد في 22 فبراير 1880 في سينسيناتي في الولايات المتحدة، وتوفي بنفس المكان في 14 مارس 1938.